# Soslan Kagermazov
Soslan Ruslanovich Kagermazov (tiếng Nga: Сослан Русланович Кагермазов; sinh ngày 20 tháng 8 năm 1996) là một cầu thủ bóng đá người Nga. Anh thi đấu cho F.K. Shinnik Yaroslavl.

## Sự nghiệp câu lạc bộ
Anh có màn ra mắt tại Giải bóng đá chuyên nghiệp quốc gia Nga cho FC Sochi vào ngày 29 tháng 7 năm 2016 trong trận đấu với F.K. Krasnodar-2.